# Whale Cove
Whale Cove (ᑎᑭᕋᕐᔪᐊᖅ, Tikirarjuaq in Inuktitut) ist eine Siedlung in Kanadas Nunavut-Region Kivalliq zwischen Arviat und Rankin Inlet an der westlichen Hudson-Bay-Küste. Der Name (deutsch „Walbucht“) bezieht sich auf die sich hier im Sommer in großer Zahl tummelnden Weißwale. Ihr Inuktitut-Name lautet Tikirarjuak, „lang gestreckte Landspitze“. Mit etwa 350 Einwohnern (davon 97 % Inuit) ist sie eine der kleineren Inuitgemeinden (Stand 2006). Eine Regionalflugverbindung besteht mit Arviat.
Zu Beginn des 17. Jahrhunderts kamen zunächst Thomas Button und wenig später Luke Foxe auf der Suche nach der Nordwestpassage an diesen Küstenstrich. Etwa hundert Jahre danach folgte ihnen die Hudson’s Bay Company und errichtete einige Kilometer vom heutigen Whale Cove entfernt den längst wieder aufgegebenen Handelsposten Tavani. Die Siedlung Whale Cove selbst entstand während einer Hungersnot der Inuit im Winter 1957/1958, als die lebensnotwendigen Karibuherden ausblieben. Die Regierung führte seinerzeit die überlebenden Inland- und Küsten-Inuit aus ihren in den Barrenlands gelegenen Jagdgebieten hier sowie in Arviat und Baker Lake zusammen. Bis heute hat sich die traditionelle Lebensweise der Inuit noch gut erhalten.